# أندريه فاوست
أندريه فاوست هو لاعب هوكي الجليد كندي، ولد في 7 أكتوبر 1969 في جولييت في كندا.

## وصلات خارجية
- أندريه فاوست على موقع دوري الهوكي الوطني (الإنجليزية)
- أندريه فاوست على موقع EliteProspects.com (الإنجليزية)
- أندريه فاوست على موقع Eurohockey.com (الإنجليزية)
- أندريه فاوست على موقع HockeyDB.com (الإنجليزية)
- أندريه فاوست على موقع Hockey-Reference.com (الإنجليزية)